# Memoirs of a Geisha (soundtrack)
Memoirs of a Geisha (Original Motion Picture Soundtrack) is de originele soundtrack, gecomponeerd en gedirigeerd door John Williams voor de film Memoirs of a Geisha uit 2005 van Rob Marshall. Het album werd uitgebracht op 22 november 2005 door Sony Classical.
De partituur werd uitgevoerd door het Hollywood Studio Symphony met de solisten, de cellist Yo-Yo Ma en violist Itzhak Perlman. De muziek werd opgenomen en gemixt door Shawn Murphy en opgenomen in de Royce Hall in Los Angeles en Sony Pictures Studios in Culver City.
De filmmuziek won de Golden Globe Award for Best Original Score, BAFTA Award for Best Film Music en de Grammy Award for Best Score Soundtrack for Visual Media.

## Tracklijst
| 1.                 | Sayuri's Theme                       | 1:31 |
| 2.                 | The Journey to the Hanamachi         | 4:06 |
| 3.                 | Going to School                      | 2:42 |
| 4.                 | Brush on Silk                        | 2:31 |
| 5.                 | Chiyo's Prayer                       | 3:36 |
| 6.                 | Becoming a Geisha                    | 4:52 |
| 7.                 | Finding Satsu                        | 3:44 |
| 8.                 | The Chairman's Waltz                 | 2:39 |
| 9.                 | The Rooftops of the Hanamachi        | 3:49 |
| 10.                | The Garden Meeting                   | 2:44 |
| 11.                | Dr. Crab's Prize                     | 2:18 |
| 12.                | Destiny's Path                       | 3:20 |
| 13.                | A New Name... A New Life             | 3:33 |
| 14.                | The Fire Scene and the Coming of War | 6:48 |
| 15.                | As the Water...                      | 2:01 |
| 16.                | Confluence                           | 3:42 |
| 17.                | A Dream Discarded                    | 2:00 |
| 18.                | Sayuri's Theme and End Credits       | 5:06 |
| Totale duur: 61:02 |                                      |      |

## Solisten
- Yo-Yo Ma – cello
- Itzhak Perlman – viool
- Masakazu Yoshizawa – shakuhachi
- Hiromi Hashibe – koto
- Masayo Ishigure – koto
- Tateo Takahashi – shamisen

## Hitnoteringen

### NPO Klassiek Filmmuziek Top 200
| Memoirs of a Geisha in de NPO Klassiek Filmmuziek Top 200 | Memoirs of a Geisha in de NPO Klassiek Filmmuziek Top 200 | Memoirs of a Geisha in de NPO Klassiek Filmmuziek Top 200 |
| Jaar                                                      | 2024                                                      | 2025                                                      |
| --------------------------------------------------------- | --------------------------------------------------------- | --------------------------------------------------------- |
| Positie                                                   | 170                                                       | 144                                                       |